# Senshi Sōsho

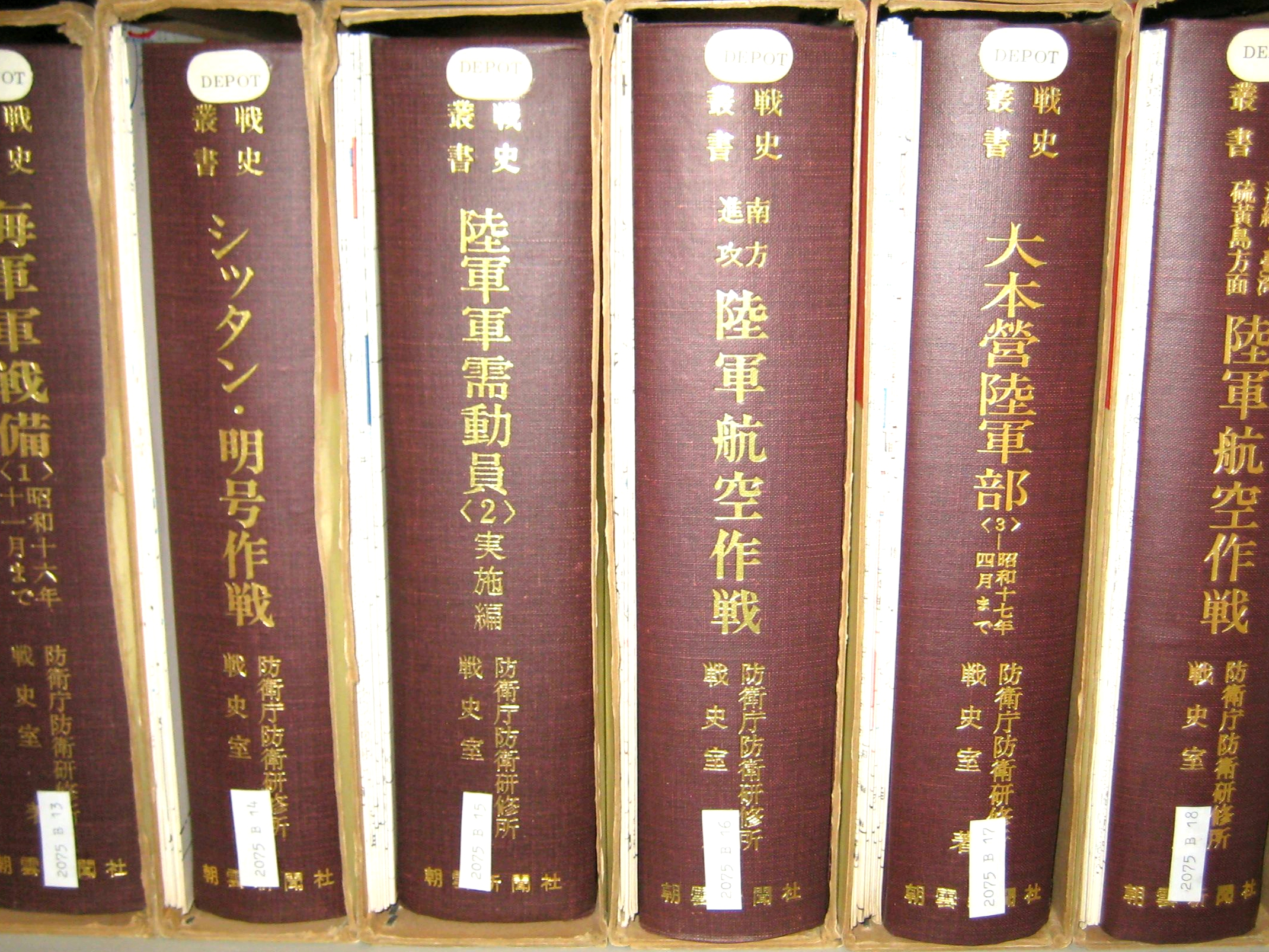
Photographie de quelques volumes de Senshi Sõsho en langue originale japonaise.

Le Senshi Sōsho (戦史叢書), également appelé le Kōkan Senshi (公刊戦史) est un document militaire édité par Asagumo Shimbunsha qui traite de la participation de l'empire du Japon à la guerre du Pacifique de 1937 à 1945. Il est actuellement conservé par le ministère japonais de la Défense siégeant à Tokyo.
Il se compose de 102 volumes, compilés durant les années 1960 et 70, basés sur des dossiers de l'Armée impériale japonaise et de la Marine impériale japonaise ainsi que des journaux intimes de soldats qui ont survécu à la défaite du Japon. Plusieurs de ces documents ont été initialement confisqués par les gouvernements alliés, essentiellement les États-Unis, mais ont été remis au Japon en 1958.
Le document fournit des informations et des détails sur l'organisation des forces nippones et de leurs opérations lors de la Seconde Guerre mondiale sur le théâtre Pacifique. Seuls quelques-uns des volumes, cependant, ont été traduits en anglais.